# Striktes Gleichgewicht
In der Spieltheorie bezeichnet man, gegeben ein Spiel in Normalform, als striktes Gleichgewicht ein Strategiepaar, das die Voraussetzung erfüllt, dass beide Strategien jeweils strikt beste Antworten aufeinander sind. Gemäß dem strikten Gleichgewicht verliert jeder Spieler, wenn er als einziger von seiner Gleichgewichtsstrategie abweicht. Besteht ein Nash-Gleichgewicht nur aus dominanten Strategien, bezeichnet man es zusätzlich als striktes Gleichgewicht. Dies bedeutet, dass Spieler {\displaystyle i} seine Auszahlung durch ein einseitiges Abweichen nicht verbessern kann. Ein striktes Nash-Gleichgewicht zeichnet sich damit dadurch aus, dass sich kein Spieler durch eine einseitige Änderung seiner Strategie verbessern kann. Das Konzept des strikten Nash-Gleichgewichts stammt von John Harsanyi.

## Definition
Bezeichne {\displaystyle S_{1}} den Strategieraum von Spieler 1 und {\displaystyle S_{2}} den Strategieraum von Spieler 2 und  {\displaystyle u_{1}} die Auszahlungsfunktion von Spieler 1 und {\displaystyle u_{2}} die Auszahlungsfunktion von Spieler 2, dann ist {\displaystyle (s,t)} ein striktes Gleichgewicht, wenn gilt:
{\displaystyle {\begin{aligned}u_{1}(s,t)>u_{1}(s',t)&\quad \forall \ s'\in S_{1},s\neq s'\\u_{2}(t,s)>u_{2}(t',s)&\quad \forall \ t'\in S_{2},t\neq t'\end{aligned}}}.

## Striktes Nash-Gleichgewicht
Ein Merkmal des strikten Gleichgewichts ist, dass jeder Spieler verliert, wenn er als einziger von seiner Gleichgewichtsstrategie abweicht (siehe Nash-Gleichgewicht). Es bezeichne {\displaystyle \Sigma _{i}} die Menge der Strategien (Handlungsalternativen) des {\displaystyle i}-ten Spielers und {\displaystyle \Sigma :=\Sigma _{1}\times \dotsb \times \Sigma _{n}} das kartesische Produkt dieser Strategienmengen.
Unter einem Nash-Gleichgewicht in reinen Strategien versteht man ein Strategieprofil {\displaystyle \sigma ^{*}=(\sigma _{1}^{*},\dotsc ,\sigma _{n}^{*})\in \Sigma }, bei dem die Strategie jedes Spielers {\displaystyle i} eine beste Antwort auf die gewählten Strategien der anderen Spieler ist.
Wenn alle anderen Spieler an ihren gewählten Strategien festhalten, so ist das Nash-Gleichgewicht bei reinen Strategien formal dadurch gekennzeichnet, dass es für Spieler {\displaystyle i} also kein {\displaystyle \sigma _{i}\neq \sigma _{i}^{*}} gibt, das dem Spieler {\displaystyle i} eine höhere Auszahlung verspricht:
{\displaystyle \forall \sigma _{i}\in \Sigma _{i}:u_{i}(\sigma _{1}^{*},\dotsc ,\sigma _{i}^{*},\dotsc ,\sigma _{n}^{*})>u_{i}(\sigma _{1}^{*},\dotsc ,\sigma _{i},\dotsc ,\sigma _{n}^{*})}.

## Striktes Gleichgewicht in evolutionär stabilen Strategien
Das strikte Gleichgewicht ist ein konstituierendes Merkmal eines Gleichgewichts in evolutionär stabilen Strategien (siehe Evolutionär stabile Strategie). Liegt ein striktes Gleichgewicht vor, so ist es evolutionär stabil.